# FamilyRadio
FamilyRadio is een Belgische familie van lokale radio-omroepen met hoofdzetel te Eeklo.

## Geschiedenis
Op 14 september 1998 startte Radio Contact een tweede netwerk op, FamilyRadio genaamd, dat zijn naam op 22 oktober 2001 veranderde in Contact 2. Dit Netwerk zou in de lucht blijven tot het einde van de zendvergunningen op 26 mei 2004.
In 1998 had FamilyRadio zendfrequenties te Brussel, Diest, Antwerpen Noord, Antwerpen 'Tstad, Herentals, Hoogstraten, Kasterlee, Lier, Mol, Turnhout, Geel-Westerlo, Aalst, Avelgem, Dendermonde, Lokeren, Maldegem, Ninove, Oost-Eeklo, St-Niklaas, Vlierzele, Zottegem, Brugge, Kortrijk, Nieuwpoort, Waregem, Genk, Hasselt en Meeuwen-Bree.
Ondertussen solliciteerde de Contactgroep via Vloro NV op 13 juli 2001 voor een nationale commerciële licentie, maar de twee beschikbare licenties gingen naar 4FM (Think Media) en Q-music (VMMa). Dit leidde tot een langdurige juridische strijd.
In maart 2010 werd de naam FamilyRadio opnieuw van onder het stof gehaald door de mensen achter ClubFM, dat de frequenties van Radio Contact gebruikt voor de uitzendingen. Aanvankelijk startte de keten met een 5-tal stations in Oost- en West-Vlaanderen.
Tot eind 2017 zond het radiostation via FM uit in 31 regio's: Aalter, Aarschot, Antwerpen Zuid, Brugge, Geel, Gent, Hasselt, Herentals, Hoeilaart, Kampenhout, Kaprijke, Keerbergen, Kortrijk, Lanaken, Leuven, Lier, Mechelen, Meetjesland, Merelbeke, Midden West-Vlaanderen, Middenkust, Nazazeth, Ninove, Noord-Limburg, Noorderkempen, Tongeren, Torhout, Vlaamse Ardennen, Westkust, Wetteren, Zelzate. Eigenaar Christophe Moens startte een petitie voor het behoud van de FM-frequenties van FamilyRadio.
FamilyRadio is nu nog te beluisteren via FM, internet, apps en de Digibox van Telenet.
Op 18 augustus 2020 stopten om financiële redenen de uitzendingen van FamilyRadio via DAB+.
Op 1 september 2020 start FamilyRadio de uitzendingen van het Radioplayer platform. Bij FamilyRadio klinkt het dat de digitale toekomst van radio ligt bij transmissie via IP en niet langer via FM of DAB+.
Op 1 februari 2022 start FamilyRadio de uitzendingen via DAB+ op in de provincie Oost-Vlaanderen.

## Frequenties

### Digitale kanalen
Dit zijn de digitale kanalen waarop FamilyRadio te horen is:
- Telenet Digitaal Vlaanderen: kanaal 930
- Telenet Digitaal Brussel: kanaal 940

Via FM in Gent op 105.7 FM en in Deinze op 107.1 FM
Via de eigen gratis app van FamilyRadio in de Apple App Store en Google Play Store
Via Radioplayer.be (voor o.a. Google Home)
Via DAB+ in de provincie Oost-Vlaanderen via blok 10C